# Pablo Cavestany de Anduaga
Pablo Cavestany de Anduaga (Madrid, 1886 - Barcelona, febrer de 1965) fou un enginyer i acadèmic espanyol. Era fill de l'acadèmic Juan Antonio Cavestany y González Nandín i de Margarita Anduaga Cabrero, així com germà gran del polític falangista Rafael Cavestany de Anduaga. Es va casar amb Mercedes Sagnier y Costa i van tenir set fills. Llicenciat en enginyeria, fou Enginyer en Cap del Districte Minaire de Catalunya i director general de RENFE a Barcelona. Interessat per les lletres, ja el 1908 va guanyar la flor natural als Jocs Florals de l'Ateneu de Sevilla.
Establert a Barcelona, fou cavaller del Reial Cos de la Noblesa de Catalunya i cavaller mestrant de la Reial Mestrança de Cavalleria de Saragossa. El 1946 ingressà a l'Acadèmia de Bones Lletres de Barcelona i el 1952 fou guardonat amb la gran creu de l'Orde del Mèrit Civil. Va morir el febrer de 1965 i és sebollit al cementiri del Sud-oest.

## Obres
- Breve reseña de los principales académicos de la Real de Buenas Letras que escribieron obras literarias en lengua castellana, Butlletí de la Reial Acadèmia de Bones Lletres de Barcelona, 1953: Vol.: 25